# Alfred Lagerström
Johan Alfred Lagerström, född 23 mars 1871 i Korsberga församling, Jönköpings län, död 3 juli 1978 i Farsta församling, Stockholms län, var en svensk folkskollärare och skolchef.

## Biografi
Han tog som 16-åring organistexamen. Som klockare och organist i Odensvi kyrka gifte sig Lagerström 1906 med kyrkoherdens dotter Anna Bergström. Lagerström kom 1914 till Finspång som överlärare. Han var en stor vän av körsång och som medlem av OD blev han Farbror där 1950 och senare ålderspresident.
Han var vid tiden för sin bortgång 107 år gammal och den äldsta då levande personen i Norden.
Han blev riddare av Vasaorden 1932.